# Брусковий шрифт

Брусковий шрифт — шрифт з потужними зарубками прямокутної форми без заокруглень або з невеликими. 
Такі шрифти відрізняються невеликим контрастом між товщиною основних та сполучних ліній, або повною його відсутністю.
Брускові шрифти з'явилися в Англії на початку XIX століття. Відповідно до форми овалів і зарубок, наявністю або відсутністю контрасту і ступенем ширини брускові шрифти діляться на підгрупи:
- єгипетські;
- геометричні;
- гуманістичні;
- кларендон.

До цієї групи також іноді відносять брускові шрифти із зворотним контрастом («італійські»).
Шрифти цього типу займають провідне місце на шкалі прочитності, й ідеально підходять для набору довгих текстів, бо мають дуже слабкий контраст. Сторінка, набрана таким шрифтом, виглядає значно «темніше» сторінки, набраної звичайною гарнітурою, оскільки штрихи брускового типу щільніші і одноманітніші за товщиною. Брусковий шрифт часто використовується при наборі дитячих книг.